# Louis II de Beaumont-Bressuire
Pour les articles homonymes, voir Louis II et Beaumont.
 (juillet 2024).
Si vous disposez d'ouvrages ou d'articles de référence ou si vous connaissez des sites web de qualité traitant du thème abordé ici, merci de compléter l'article en donnant les références utiles à sa vérifiabilité et en les liant à la section « Notes et références ».
Louis II de Beaumont-Bressuire ou Louis de Beaumont, appelé également Louis de Beaumont-la-Forest (1407-1477) est un chevalier et un seigneur de Bressuire, seigneur de La Forest, du Plessis-Macé, de Missé, de Commequiers, sénéchal du Poitou et chambellan de Louis XI. Il était le frère (?) d'André de Beaumont (gendre du Grand-maître des arbalétriers de France Jean de Torsay).

## Biographie
Louis II de Beaumont-Bressuire était l'arrière-petit-fils (?) de Louis Ier de Beaumont-Bressuire. Il était le fils de Charles de Beaumont et d'Anne de Curton (?).
En 1440, il épousa Jeanne Jousseaume, fille de Jean Jousseaume et Jeanne de L'Isle-Bouchard (dame de Gonnor et Thouarcé ; sœur cadette de Catherine et fille de Jean (Ier ou II) de L'Isle-Bouchard), dame de la Forêt et de Commequiers. Ils eurent trois enfants : Thibaut (sans postérité) ; Catherine (femme en 1461 d'Eustache du Bellay, le solitaire de Gizeux) ; et Louis de Beaumont de la Forêt, évêque de Paris (1473-1492).                         
En 1441, Il transforma le château de Bressuire en résidence princière.
Il fut l'oncle de Jacques de Beaumont, qui devint également sénéchal du Poitou et chambellan de Louis XI.

## Guerre de Cent ans
Louis II de Beaumont-Bressuire, sénéchal du Poitou, conseiller puis chambellan du roi, s'illustra sous Charles VII. Il joua un rôle important en Guyenne, assiégea et prit Gensac en Dordogne, participa à la bataille de Châtillon. Il prit part en 1453 à la prise de Bordeaux. Il fut de ceux qui négocièrent la reddition. 
Conseiller et chambellan de Louis XI, il devint sénéchal du Poitou.
En 1462, il sera chargé de traiter avec le duc de Bretagne le problème des marches du Poitou et des marches de Bretagne. 
En 1469, Louis XI créait l’ordre de Saint-Michel. Louis XI nomma d’abord quinze chevaliers parmi lesquels nous trouvons, pour la province du Poitou, Louis de Beaumont-Bressuire, Georges de La Trémoille et Louis de Crussol, gouverneur du Dauphiné, sénéchal du Poitou et gouverneur du château de Niort.
En 1469, Louis de Beaumont-Bressuire fut l’un de ses 12 confidents qui accompagnèrent le roi Louis XI, lors de son entrevue avec son frère Charles, 
duc de Guyenne à Coulonges-les-Royaux en septembre 1469.
En 1470, par lettres patentes datées d’Amboise datées du 10 mai 1470, entérinées par missives royales depuis Les Ponts-de-Cé en Anjou, à la chambre des comptes le 17 juillet 1470, enregistrées au Parlement de Paris, le 4 décembre 1470, Louis XI fait don de la haute et moyenne justice dans les seigneuries de Missé et de Riblaire et de la Gorinerie dans la vicomté de Thouars à  Louis de Beaumont-Bressuire.
En 1471, il avait pour mission d'épurer les compagnies des guerriers bretons et gascons dont on se méfiait.
En 1472, Louis de Beaumont, seigneur de La Forêt-sur-Sèvre et de Missé, construisit un pavillon de chasse à Missé, que fréquenta à plusieurs reprises Louis XI. 
En 1475, il acheva la restauration de son château du Plessis-Macé en Anjou.